# 別尼察
別尼察是白俄羅斯的城鎮，位於該國西北部，距離莫洛傑奇諾21公里，由明斯克州負責管轄，1990年人口279。在1921年簽署的里加和約中，該鎮被納入波蘭第二共和國的維爾紐斯省管轄範圍。